# Tomaszów (stacja kolejowa)
Tomaszów – zlikwidowana wąskotorowa stacja kolejowa w mieście Tomaszów Lubelski, w województwie lubelskim, w Polsce.
Znajdowała się na południowo-wschodniej stronie skrzyżowania ulic Lwowskiej, Żwirki i Wigury oraz Żeromskiego. Przez teren stacji przechodziły linie Bełżec – Trawniki w latach 1915–1916 oraz Bełżec – Budy Dzierążeńskie w latach 1916–1923.